# 凱文·拉薩尼亞
凱文·拉薩尼亞（義大利語：Kevin Lasagna；1992年8月10日—），意大利足球運動員，現時被意甲球會维罗纳外借至意乙球會巴里，司職翼鋒。

## 俱樂部生涯
1992年出生的拉薩尼亞，從小在意大利北部小城曼托瓦的聖貝內德托波長大，在拉薩尼亞15歲那年，他試訓曼托瓦足球俱樂部沒能成功。18歲那年，高中畢業的拉薩尼亞決定開始足球生涯，但沒有任何職業球隊簽下他，其後他效力一家小俱樂部。
低級聯賽中，拉薩尼亞很快展示了自己出色的得分能力，在2012年拉薩尼亞被意大利足球丁級聯賽的切雷阿簽入，在35場比賽中打入7球後，他加入了另一支意丁球隊艾斯特。結果，在這裡他出場33場打進21球，成為了意丁聯賽中最出色的前鋒，隨即在2014-2015賽季被升上意乙的卡比買下。
拉薩尼亞在卡比的第一個賽季他打進了幾個關鍵進球，助其升上意甲。接下來的意甲聯賽，在與國際米蘭的比賽中，他打進一球，而在最後一場對乌迪内斯時，又在門前搶點打入一球幫助卡比獲勝。
雖然球隊最終還是降級，但出場36次打入5球的拉薩尼亞還是引起了不少意甲球隊的關注，但拉薩尼亞還是決定留隊一年意乙幫助球隊升級。在隨後的意乙賽季，拉薩尼亞再入14球，幫助卡比進入附加賽，而在這個賽季結束後，他也終於以520萬歐元的身價轉會乌迪内斯。

## 國家隊生涯
在意大利與波蘭的比賽中，比賽第81分鐘，拉薩尼亞替換上場，完成了自己的意大利國家隊首秀，並且助攻完成絕殺。

## 外部連結
- FIGC Profile （页面存档备份，存于） （義大利語）
- Soccerway資料庫：凱文·拉薩尼亞